# شارع حسن الطه
شارع حسن الطه شارع تجاري شهير يقع في وسط مدينة دير الزور في سورية.

شارع حسن الطه.

## موقعه الجغرافي
هو الشارع التجاري الأول في محافظة دير الزور ويربط شمال المدينة بجنوبها، حيث يتميز بموقعه الاستراتيجي الذي يربط «قرنة جعفر» جنوباً (تقاطع شارع التكايا مع حسن الطه)، بالساحة العامة شمالاً والتي تعتبر نقطة وصل مهمة، حيث يمكن التوجه منها إلى شارع النهر والشارع العام.

## سبب تسميته
تعود تسمية هذا الشارع لشخص من سكان «الدير العتيق» يدعى «حسن الطه الحسيني» وهو من أوائل السكان الذين غادروا سكنهم في «الدير العتيق» كما أن بناءه يعد أول بناء خارج منظومة بناء الدير القديم.

## نشاطه التجاري
ما يميز هذا الشارع عن غيره هو تنوع المحلات والاختصاصات، حيث تجد محلات الألبسة جنباً إلى جنب مع محلات المواد الغذائية، وينتشر فيه تجار الجملة وتجار المفرق، ويعد من الشوارع التي تنتشر فيها ظاهرة العربات الجوالة من خضار وحلويات وأدوات زينة، فهو شارع تجاري بحت حيث إن السكن أصبح قليلاً فيه أو نادراً، فمعظم البنايات أصبحت تعج بالعيادات والمكاتب، كما يعتبر هذا الشارع الملتقى التجاري الرئيسي بين أبناء المدينة وأبناء الريف. 

## انظر ايضاً
- دير الزور
- شارع التكايا
- شارع ستة إلا ربع